# Routeφ
Routeφ（英語：Routeφ），是日本R&C JAPAN與吉本興業於2002年推出的流行音樂日韓雙人女子團體，當時有2名成員日本籍的高橋麻里奈與韓國籍的崔秀榮。此團體由2001年12月，由東京電視台的綜藝節目《五花八門淺草橋》中的《日韓超級偶像雙人試鏡會》 （ASAYAN，此亦為早安少女组出道節目）舉辦之日韓雙人組合爭霸戰，當時參與選拔者中日本籍約8,698人、韓國籍約7,194人。出道當年適逢日韓合辦2002年世界杯足球賽。
命名為Routeφ，是因來自日本和韓國的2位成員的想成為歌壇界新的路線，由河村隆一擔任製作人並發行三張單曲，同時成為時尚品牌「CHUBBYGANGn」與「melon」雜誌之專屬模特，然而約一年多後（2003年）解散。

## 成員檔案
高橋麻里奈（たかはし まりな）
- 出生年月日：1989年2月20日
- 血型：B型
- 身高：161cm
- 出身地點：北海道
- 喜歡的藝人：今井繪理子（SPEED）
- 心目中作為目標的藝人：今井絵理子（SPEED）

崔秀榮 (チェ・スヨン/최수영 / Choi SooYoung )
- 出生年月日：1990年2月10日
- 血型：O型
- 身高：172cm
- 心目中作為目標的藝人：BoA

※2007年以韓國女子團體少女時代成員身份再次出道，現以演員身分活躍中。

## 唱片

### 單曲
- 「START」（作詞：堀江里沙、作曲：嘉多山信）(2002年4月26日，出版號：YRCN-33005)
- 「ワクワク It's Love」（作詞、作曲：FUNTA）(2002年11月9日，出版號：YRCN-10002)，此曲為『HEY!HEY!HEY!MUSIC CHAMP』節目2002年10月～11月之片尾曲
- 「Painting」（作詞：KojiRo.、作曲：原一博）(2003年7月23日，出版號：YRCN-10014)，此曲為『ダウンタウンDX』節目2003年6月～7月之片尾曲

### DVD
- 「Painting」(2003年7月23日，出版號：YRBN-13031)

## 外部連結
- R&C JAPANオフィシャルサイト
- 少女時代日本公式サイト（页面存档备份，存于）
- NAYUTAWAVE RECORDS 少女時代 公式HP（页面存档备份，存于）
- 少女時代 公式HP（页面存档备份，存于）（韓国語）